# Самотній Дрізд

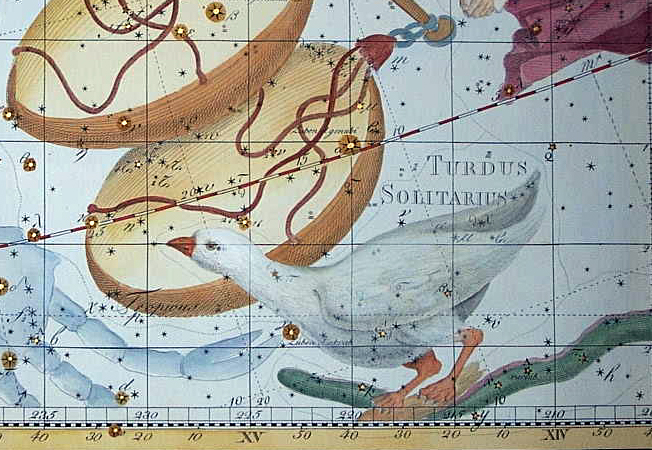
Самотній Дрізд в «Уранографії» Боде

Самотній Дрізд (лат. Turdus Solitarius) — сузір'я, створене французьким астрономом П'єром Шарлем Лемоньє у 1776 році з зір хвоста Гідри. Його назвали на честь дронта-самітника, вимерлого нелітаючого птаха, який був ендемічним для острова Родригес на схід від Мадагаскару в Індійському океані. Те, що сузір'я малювали як дрозда, а не дронта, перетворило його назву на Самотнього Дрозда. Також його іноді зображували як пересмішника.
У «Небесному атласі» (1822) Самотнього Дрозда замінили іншим сузір'ям, Совою. Але Міжнародний астрономічний союз не включив ані Самотнього Дрозда, ані Сову до числа 88 визнаних сузір'їв.
На честь застарілого сузір'я Робоча група МАС з назв зір у 2024 році схвалила назву Солітер (лат. Solitaire, самітник) для зорі E Гідри.